# Knightriders
Pour plus de détails, voir Fiche technique et Distribution.
Knightriders est le 7e film de George Romero, sorti en 1981.
Après ses débuts fracassants avec La Nuit des morts-vivants, Romero avait réalisé des films dits « mineurs » tels que ses deux suivants, pour ensuite revenir à ses thèmes de prédilection avec The Crazies, Martin et ce qui peut être considéré comme son chef-d'œuvre : Zombie.
Il en fut donc de même en 1981, après le succès en salles de Zombie, Romero change complètement d'optique, jusqu'à complètement délaisser le film d'horreur.

## Synopsis
On suit l'histoire d'une communauté d'apparents marginaux qui se réunissent déguisés en chevaliers et qui font des joutes à moto sous la direction d'un roi silencieux et pour le moins reconnaissable, Ed Harris, dans un de ses premiers rôles. On remarque la présence de la mythique Honda 1000 CBX 6-cylindres, qu'Ed Harris utilise comme monture.

## Fiche technique
- Titre : Knightriders
- Réalisation : George Romero
- Scénario : George Romero
- Photographie : Michael Gornick
- Montage : Pasquale Buba et George Romero
- Musique : Donald Rubinstein
- Pays d'origine : États-Unis
- Format : Couleurs - 35 mm - 1,85:1 - Mono
- Genre : action, drame
- Durée : 146 minutes
- Date de sortie :
  -  États-Unis : 10 avril 1981

## Distribution
- Ed Harris : Billy
- Gary Lahti : Alan
- Tom Savini : Morgan
- Amy Ingersoll : Linet
- Patricia Tallman : Julie
- Christine Forrest : Angie
- Warner Shook : Pippin
- Brother Blue : Merlin
- Cynthia Adler : Rocky
- John Amplas : Whiteface
- Don Berry : Bagman
- Amanda Davies : Sheila
- Martin Ferrero : Bontempi
- Ken Foree : Little John
- Ken Hixon : Steve
- John Hostetter : Tuck
- Harold Wayne Jones : Bors
- Randy Kovitz : Punch
- Michael P. Moran : Cook
- Scott H. Reiniger : Marhalt
- Maureen Sadusk : Judy Rawls
- Albert Amerson : Indian
- Ronald Carrier : Hector
- Anthony Dileo Jr. : Corncook
- David Early : Bleoboris
- John Harrison : Pellinore
- Marty Schiff : Ban
- Taso N. Stavrakis : Ewain
- Robert Williams : Kay
- Molly McCloskey : femme de Corncook
- Judith Barrett : Musician Trio
- Ian Gallacher : Musician Trio
- Donald Rubinstein : Musician Trio
- James A. Baffico : Lester Dean
- Iva Jean Saraceni : Helen Dean
- Chris Jessel : Boy Billy
- Bingo O'Malley : Sheriff Rilly
- Nann Mogg : Mrs. Rilly
- Nancy Hopwood : Sam
- Victor Pappas : le photographe
- Stephen King : Hoagie Man
- Tabitha King : la femme de Hoagie Man
- Jennifer Elizabeth : Baby in Stroller

## Commentaire
- Si vous ne connaissez pas le sujet, laissez ce bandeau (vous pouvez alors contacter les auteurs).
- Si vous supprimez le contenu mis en cause (vous pouvez préalablement contacter les auteurs),

argumentez précisément cette suppression dans la page de discussion
(un manque de référence n'est pas un argument ; une recherche réelle de référence doit avoir été effectuée, être formellement documentée).
Ici, la violence est absente et pourtant le film fut interdit aux moins de douze ans, à cause de sa dernière scène, et peut-être aussi de cette révolte des personnages face aux autorités violentes et sans respect. Toujours minimaliste dans sa mise en scène, par choix d'une part (son souci de réalisme à la limite du documentaire), ou par contrainte, puisqu'il n'avait pas forcément l'argent pour payer un plan-séquence de cinq minutes. Ce film est un pur film de geek, car il raconte à peu près l'histoire d'une communauté participant à un jeu de rôle grandeur nature, mais constamment. C'est un film à voir comme une déclaration d'amour à l'imagination. Comme toujours contestataire, ce film est un pur cri de haine envers l'establishment et le diktat hollywoodien ; c'est un pur « OVNI » qui rompt avec l'horreur romérienne : pas de têtes qui explosent, pas d'éventration, sobriété et imaginaire, tout simplement, mais surtout révolte contre l'autorité ; un film plus des années 1970 que des années 1980 tant il pousse au soulèvement ; Romero opère une démarche telle que celle de Sam Peckinpah.